# الأمان المقارب في الجاذبية الكمومية
الأمان المقارب (بالإنجليزية: Asymptotic safety) ويُشار إليه أحيانًا باسم القدرة على التطبيع غير المضطرب هو مفهوم في نظريّة المجال الكميّ يهدف إلى إيجاد نظريّةٍ كميّةٍ ثابتة تنبؤيّة لمجال الجاذبيّة. يتكون بشكل أساسيّ من نقطة ثابتة غير تافهة لانسياب مجموعة التطبيع للنظريّة الذي يتحكّم في سلوك ثوابت الاقتران في النظام فوق البنفسجي ويجعل الكميّات الفيزيائيّة في مأمن من الاختلافات. بالرغم من أنّها اقتُرحت أصلًا بواسطة ستيفين واينبرج ليجد نظريةً عن الجاذبيّة الكموميّة، يمكن كذلك تطبيق فكرة النقاط الثابتة غير التافهة التي تقدّم تكميلًا محتملًا بالأشعة فوق البنفسجيّة على نظريات مجال أخرى، تحديدًا النّظريّات القابلة للتطبيع بشكل مضطرب. يشبه الأمر في هذا الصدد البداهة الكميّة.
جوهر الأمان المقارب هو ملاحظة أنّ النقاط الثابتة لمجموعة التطبيع غير التافهة يمكن استخدامها لتعميم إجراء التطبيع الاضطرابيّ. في نظريّة آمنة غير مقاربة، لا يجب على الاقترانات أن تكون صغيرة أو أن تقترب من الصفر في الحدّ العالي من الطاقة لكن تميل إلى القيم المحدودة: تقترب من نقاطٍ فوق بنفسجيّة ثابتة غير تافهة. يُعتبر سير ثوابت الاقتران، أي اعتمادها الذي تصفه مجموعة التطبيع، مميزًا في حدّه فوق البنفسجيّ بمعنى أنّ كل مجموعاتها الخالية من الأبعاد تظل محدودة. يكفي هذا لتجنب الاختلافات غير الفيزيائيّة، على سبيل المثال في نثر السعات. يُقيّد شرط نقطة الأشعة فوق البنفسجيّة الثابتة شكلَ الفعل المجرّد وقيم ثوابت الاقتران المجرّدة، والتي تصبح تنبؤاتٍ لبرنامج الأمان المقارب بدلاً من المدخلات.
بالنسبة للجاذبيّة، يفشل الإجراء المعياريّ للتطبيع المضطرب لأنّ ثابت نيوتن -معامل التمدد ذو الصلة- له بُعد كتلة سالب، مما يجعل النسبيّة العامّة غير قابلة للتطبيع بشكل مضطرب. ودفع ذلك البحثَ عن أطر غير مضطربة تصف الجاذبية الكمومية، بما في ذلك الأمان المقارب الذي -على النقيض من الطرق الأخرى- يتميّز باستخدامه لوسائلِ نظريّة المجالِ الكميّ، لكن دون الاعتماد على التقنيات المضطربة. في الوقت الحاضر، هناك أدلةٌ متراكمة لنقطة ثابتة مناسبة للأمان غير المقارب، بينما لا نزال نفتقر إلى دليل قويٍّ على وجودها.

## التحفيز
توصف الجاذبية على مستوىً كلاسيكيّ عن طريق معادلات أينشتاين للمجال للنسبيّة العامّة،
{\displaystyle \textstyle R_{\mu \nu }-{1 \over 2}g_{\mu \nu }\,R+g_{\mu \nu }\Lambda =8\pi G\,T_{\mu \nu }}
. تجمع هذه المعادلات بين هندسة الزمكان المتضمنة في المتري {\displaystyle g_{\mu \nu }} وبين محتوى المادة المتضمن في موتر الطاقة- الزخم {\displaystyle T_{\mu \nu }}. اختُبرت الطبيعة الكمية للمادة بشكل تجريبي، على سبيل المثال، تُعتبر الكهروديناميكا الكميّة واحدة من أكثر النّظريات المثبتة بدقة في الفيزياء حتى الآن. من أجل هذا، يبدو تكميم الجاذبية أمرًا معقولًا أيضًا. للأسف، لا يمكن أن يتم التكميم بالطريقة المعيارية (التطبيع المضطرب): يشير اعتبار بسيط لحساب القوى إلى عدم القابليّة للتطبيع المضطرب لأن البعد الشامل لثابت نيوتن هو {\displaystyle -2}. تحدث المشكلة على النحو التالي: وفقًا لوجهة النظر التقليديّة، يجب أن يُنفّذ التطبيع من خلال تقديم الأضداد التي ينبغي أن تلغي التعبيرات المختلفة التي تظهر في التكاملات الحلقيّة. لكن عند تطبيق هذه الطريقة على الجاذبية، تتضاعف الأضداد المطلوبة للقضاء على جميع الاختلافات إلى عدد لا حصر له. لأن هذا يؤدّي حتمًا إلى عدد لانهائيّ من المعاملات الحرّة كي تقاس في التجارب، ليس من المحتمل أن يكون للبرنامج قدرة تنبؤية أكثر من استخدامه كنظرية مجال فعال منخفض الطاقة.
يتضح أن أول الاختلافات التي لا يمكن معالجتها بالأضداد في تكميم النسبية العامة بشكل متسق (أي بدون تقديم معاملات جديدة)، تظهر بالفعل على مستوى حلقة واحدة في وجود مجالات المادة. على مستوى حلقتين، تظهر الاختلافات المعضلة حتى في الجاذبية النقية. تطلب الأمر تطوير تقنيات غير مضطربة للتغلب على هذه الصعوبة المفاهيمية، ما أسفر عن نظريات مرشحة متنوعة عن الجاذبية الكمومية. ظل الرأي السائد أن مفهوم نظرية المجال الكمي نفسه محكوم عليه بالفشل في الجاذبية، بالرغم من نجاحه الملحوظ في حالة التفاعلات الأساسية الأخرى. على النقيض من ذلك، تحتفظ فكرة الأمان المقارب بالمجالات الكمومية كمجال نظري وبدلاً من ذلك تتخلى فقط عن البرنامج التقليدي لتطبيع المضطرب.

## الأمان المقارب: الفكرة الرئيسية
يتبنى برنامج الأمان المقارِب وجهة نظر ويلسونية حديثة عن نظرية المجال الكمي. ها هي بيانات الإدخال كي تكون ثابتة من البداية، وهي: أولًا، أنواع المجالات الكمية التي تحمل درجات الحرية للنظرية وثانيًا، التناظرات الكامنة وراءها. بالنسبة لأي نظرية توضع في الاعتبار، تحدد هذه البيانات المرحلة التي تحدث فيها ديناميكا مجموعة التطبيع، ما يطلق عليه فضاء النظرية. وهو يتألف من جميع داليات الفعل الممكنة المعتمدة على الحقول المحددة والتي تحترم مبادئ التناظر المحددة. ولهذا، تمثل كل نقطة في فضاء النظرية هذا فعلًا واحدًا ممكنًا. يمكن للمرء أن يفكر في الفضاء كما لو أن كل أحاديات حد المجال المناسبة تمتد فيه. وبهذا المعنى، فإن أي إجراء في فضاء النظرية هو تجميع خطي من أحاديات المجال، حيث تكون المعاملات المطابقة ثوابت الاقتران، {\displaystyle \{g_{\alpha }\}}. (يفترض هنا ألا يكون هناك أبعاد لجميع الاقترانات. يمكن جعل الاقترانات دائمًا بلا أبعاد من خلال الضرب في أس مناسب لمقياس مجموعة التطبيع.